# Матвієнко Іван Миколайович
Іван Миколайович Матвієнко (нар. 11 травня 1945, Харків, УРСР) — радянський футболіст, виступав на позиції захисника. Майстер спорту.

## Життєпис
Вихованець футбольної школи «Авангард» (Харків). У 1963 році грав за дубль команди. Виступав за команди «Спартак» / «Салют» Бєлгород (1964-1965, 1974, клас «Б» / друга ліга), «Суднобудівник» Миколаїв (1966-1967, друга група класу «А»), «Металіст» Харків (1968-1970, 1972-1973, перша ліга), СКА Ростов-на-Дону (1971, вища ліга).
Фіналіст Кубка СРСР 1971.